# Tratado de Pavía (1329)

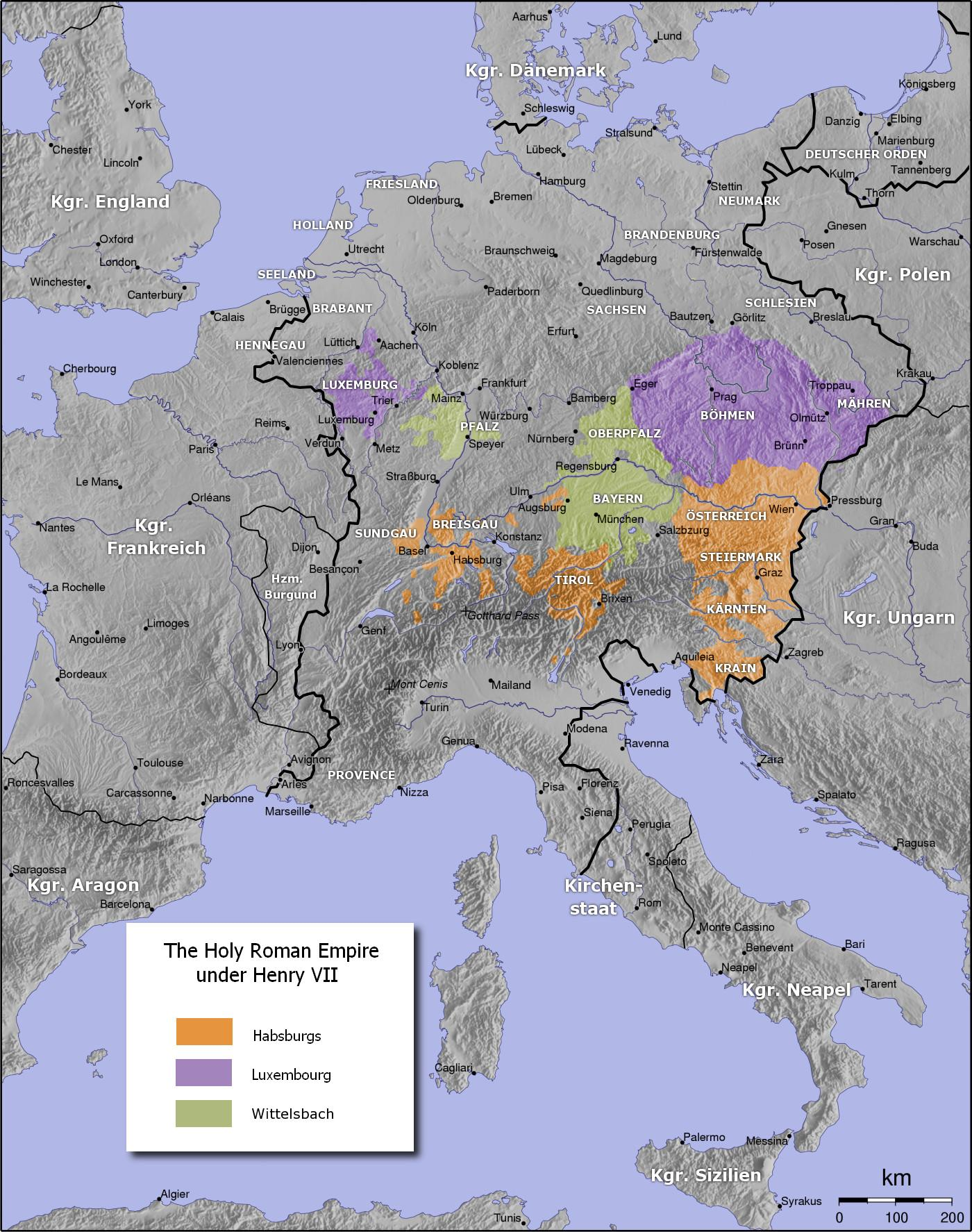
El Sacro Imperio Romano Germánico con el Palatinado y el Palatinado del Rin con "Bayern" (el resto de Baviera)
Casa de Wittelsbach

El tratado de Pavía fue un acto jurídico firmado en 1329 en la ciudad italiana de Pavía por el que se dividían los dominios de la casa de Wittelsbach en dos ramas: la de Luis IV, emperador del Sacro Imperio Romano Germánico, y la que correspondería a los descendientes de su hermano mayor, el duque Rodolfo I, fallecido hacia unos años, en 1319.

## Contenido del acta
Luis IV y duque Rodolfo I, su hermano mayor, se habían enfrentado en bastantes ocasiones. En la batalla de Göllheim Rodolfo luchó en el bando perdedor de su suegro Adolfo de Nassau. En la elección de su tío Alberto I de Habsburgo, Rodolfo apoyó a los electores renanos para rechazarlo. Tras un asedio de Heidelberg en 1301 Rodolfo fue derrotado por Alberto. En 1310 Rodolfo participó en la campaña de Italia de Enrique VII, pero la interrumpió antes de tiempo. En 1314 volvió a enfrentarse con Luis e incluso apoyó en el mismo año a Federico el Hermoso, un oponente Habsburgo a la casa de Wittelsbach.
Pero fue sobre todo en 1317, después de otra larga polémica con Luis IV, cuando Rodolfo perdió el Palatinado y se acordó que entregaría su gobierno hasta que se pusiera fin al conflicto de Luis con los Habsburgo. Según el historiador del Renacimiento Johannes Aventinus (1477-1534), Rodolfo marchó a Inglaterra, donde falleció dos años más tarde. Después recibió el epíteto de «el Tartamudo» debido a sus muchos y desesperados luchas contra su capaz hermano menor. Su hijo mayor, Adolfo del Palatinado, fue formalmente conde palatino del Rin desde 1319 a 1327, cuando murió, aunque realmente no gobernó debido a que su tío Luis IV ocupaba el Palatinado y ejercía una tutela sobre él y sus asuntos.
Un par de años más tarde, para reconciliarse con sus sobrinos varones supervivientes descendientes de su hermano mayor —es decir, Rodolfo II (1306-1353) y Roberto I (1309-1390)—, el emperador Luis IV durante una estancia en Italia acordó devolverles el Palatinado del Rin, incluido el Nordgau bávaro. El emperador se quedaba con la Alta Baviera (Oberbayern) y unos años más tarde, en 1340, heredaba la Baja Baviera.
Además, el acta especificaba que si una de las ramas se extinguía, la otra rama heredaría todas sus posesiones. Fue gracias a esta disposición que los descendientes de Rodolfo I recuperarán en 1777 las posesiones del último descendiente del emperador.
Finalmente, el tratado especificaba que los derechos electorales del príncipe elector se alternarían de una rama a otra. Pero esta disposición fue quebrantada en 1356 por la Bula de Oro que ratificó la plena conservación de tal derecho por parte de la rama palatina (la del duque Rodolfo I).